# 머니 핏
《머니 핏》(영어: The Money Pit)은 1986년에 개봉한 미국의 코미디 영화이다.

## 출연진
- 톰 행크스 - 월터 필딩 주니어 역
- 셸리 롱 - 애나 크롤리 역
- 알렉산드르 고두노프 - 막스 바이사르트 역
- 모린 스테이플턴 - 에스텔 역
- 조 만테이니아 - 아트 셔크 역
- 필립 보스코 - 컬리 역
- 프랭키 페이존 - 제임스 역
- 조시 모스텔 - 잭 슈니트먼 역
- 빌리 롬바도 - 베니 역
- 조 포너제키 - 몽고메리 슈랩 역
- 야코프 스미르노프 - 샤토프 역
- 카마인 커리디 - 브래드 셔크 역
- 브라이언 배커 - 이선 역
- 미아 딜런 - 머리카 역
- 숀 판드레일런 - 카를로스 역
- 더글러스 왓슨 - 월터 필딩 시니어 역
- 텟치 아그바야니 - 플로린다 필딩 역
- 마이클 지터 - 아니 역
- 어페이모 오밀라미 - 버니 역
- 웬들 피어스 - 응급 구조사 역
- 네스터 서라노 - 잡역부(훌리오) 역

## 우리말 녹음
KBS 성우진 (2000년 7월 16일)
- 오세홍 - 월터(톰 행크스)
- 최덕희 - 애나(셸리 롱)
- 이재용 - 막스(알렉산드르 고두노프)
- 온영삼 - 컬리(필립 보스코)
- 박상일 - 월터의 아버지(더글러스 왓슨) / 브래드(카마인 커리디)
- 정민희 - 에스텔(모린 스테이플턴)
- 탁원제 - 카를로스(숀 판드레일런)
- 최옥희 - 베니의 엄마(메리 루이스 윌슨)
- 이연희 - 베니(빌리 롬바도) / 머리카(미아 딜런) / 플로린다(텟치 아그바야니)
- 이호인 - 아트(조 만테이니아) / 샤토프(야코프 스미르노프)
- 장승길 - 잭(조시 모스텔) / 슈랩(조 포너제키)
- 김수중 - 지미(조이 밸린)
- 장호비 - 제임스(프랭키 페이존)
- 김우정 - 훌리오(네스터 서라노) / 의료원(웬들 피어스)